# Grilly
Grilly és un municipi francès situat al departament de l'Ain i a la regió d'Alvèrnia-Roine-Alps. L'any 2007 tenia 677 habitants.

## Demografia

### Població
El 2007 la població de fet de Grilly era de 677 persones. Hi havia 278 famílies de les quals 76 eren unipersonals (28 homes vivint sols i 48 dones vivint soles), 89 parelles sense fills, 101 parelles amb fills i 12 famílies monoparentals amb fills.
La població ha evolucionat segons el següent gràfic:
Habitants censats

### Habitatges
El 2007 hi havia 344 habitatges, 284 eren l'habitatge principal de la família, 40 eren segones residències i 19 estaven desocupats. 275 eren cases i 66 eren apartaments. Dels 284 habitatges principals, 219 estaven ocupats pels seus propietaris, 52 estaven llogats i ocupats pels llogaters i 13 estaven cedits a títol gratuït; 5 tenien una cambra, 24 en tenien dues, 25 en tenien tres, 35 en tenien quatre i 194 en tenien cinc o més. 259 habitatges disposaven pel capbaix d'una plaça de pàrquing. A 94 habitatges hi havia un automòbil i a 173 n'hi havia dos o més.

### Piràmide de població
La piràmide de població per edats i sexe el 2009 era:
| Homes | Edats   | Dones |
| ----- | ------- | ----- |
| 0     | 95 o +  | 0     |
| 0     | 90 a 94 | 0     |
| 0     | 85 a 89 | 4     |
| 4     | 80 a 84 | 12    |
| 4     | 75 a 79 | 4     |
| 12    | 70 a 74 | 12    |
| 16    | 65 a 69 | 4     |
| 24    | 60 a 64 | 12    |
| 40    | 55 a 59 | 24    |
| 28    | 50 a 54 | 60    |
| 16    | 45 a 49 | 36    |
| 40    | 40 a 44 | 24    |
| 20    | 35 a 39 | 8     |
| 12    | 30 a 34 | 28    |
| 8     | 25 a 29 | 20    |
| 24    | 20 a 24 | 4     |
| 24    | 15 a 19 | 24    |
| 28    | 10 a 14 | 12    |
| 4     | 5 a 9   | 16    |
| 20    | 0 a 4   | 4     |

## Economia
El 2007 la població en edat de treballar era de 444 persones, 321 eren actives i 123 eren inactives. De les 321 persones actives 309 estaven ocupades (172 homes i 137 dones) i 12 estaven aturades (9 homes i 3 dones). De les 123 persones inactives 34 estaven jubilades, 38 estaven estudiant i 51 estaven classificades com a «altres inactius».

### Ingressos
El 2009 a Grilly hi havia 279 unitats fiscals que integraven 678 persones, la mediana anual d'ingressos fiscals per persona era de 31.310 €.

### Activitats econòmiques
Dels 20 establiments que hi havia el 2007, 2 eren d'empreses alimentàries, 1 d'una empresa de fabricació d'altres productes industrials, 3 d'empreses de construcció, 6 d'empreses de comerç i reparació d'automòbils, 4 d'empreses d'hostatgeria i restauració, 2 d'empreses de serveis, 1 d'una entitat de l'administració pública i 1 d'una empresa classificada com a «altres activitats de serveis».
Dels 8 establiments de servei als particulars que hi havia el 2009, 2 eren tallers de reparació d'automòbils i de material agrícola, 1 paleta, 2 guixaires pintors, 1 empresa de construcció i 2 restaurants.
L'únic establiment comercial que hi havia el 2009 era una floristeria.
L'any 2000 a Grilly hi havia 10 explotacions agrícoles que ocupaven un total de 462 hectàrees.

## Equipaments sanitaris i escolars
El 2009 hi havia una escola maternal.

## Poblacions més properes
El següent diagrama mostra les poblacions més properes.